# Hiperwolemia
Hiperwolemia (łac. hypervolaemia) – stan, w którym w łożysku naczyniowym znajduje się zbyt duża objętość płynu, czyli krwi.